# Bretzfeld
Bretzfeld é um município da Alemanha, no distrito de Hohenlohekreis, na região administrativa de Estugarda, estado de Baden-Württemberg.